# کمپلکس فولرن فلز واسطه

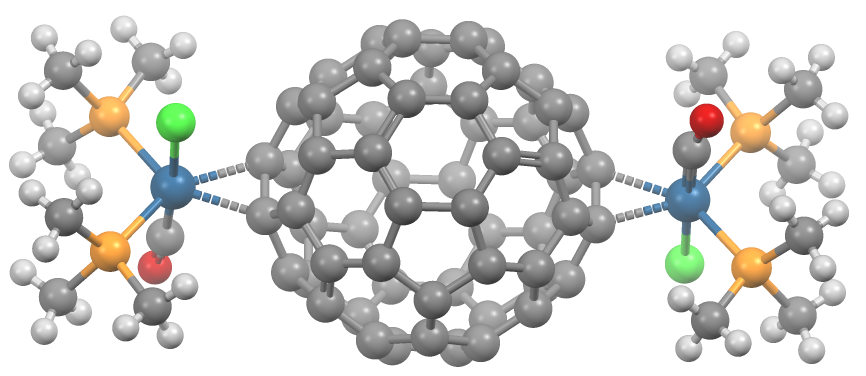
ساختار C_{60}[IrCl(CO)(PMe_{3})_{2}_{2} کد رنگ‌ها: سبز = Cl، آبی = Ir، اخرایی = P

یک کمپلکس فولرن فلز واسطه یک کمپلکس شیمیایی است که در آن فولرن به عنوان لیگاند عمل می‌کند. فولرن‌ها ترکیبات کروی شکل کربن هستند که رایج‌ترین آنها فولرن باکمینستر C60 است.
یک سال پس از تهیه آن در مقادیر میلی‌گرمی در سال ۱۹۹۰، مشخص شد که C60 به عنوان لیگاند در کمپلکس [Ph3P]2Pt(η2-C60) عمل می‌کند.
پس از آن، انواع فلزات واسطه و حالت‌های اتصال مختلفی مشخص شد. اکثر کمپلکس‌های فولرن فلزات واسطه از C60 مشتق شده‌اند، اگرچه سایر فولرن‌ها نیز همان‌طور که در C70Rh(H)(CO)(PPh3)2 دیده می‌شود، با فلزات کوئوردینه می‌شوند.

## کتابشناسی - فهرست کتب
- Spessard, Gary; Miessler, Gary (2010). Organometallic Chemistry شابک ‎۰۱۹۵۳۳۰۹۹۴